# C1 (tunnelbanevagn)
C1 var den första vagnen som användes i Stockholms tunnelbana och tillverkades av ASEA och ASJ med viss elektronik av amerikansk tillverkning. 20 stycken C1 tillverkades under åren 1949–1950. C1 var den enda vagnen i den äldre generationen tunnelbanevagnar i Stockholm som hade säten placerade längs med väggarna. Det var bara vagnarna 2011–2020 som fick gå som ledarvagnar efter år 1957 eftersom de andra vagnarna 2001–2010 inte hade hyttsignalutrustning. Vagn 2001 var 1949–1950 utrustad med takströmavtagare. Vagn 2001 och 2002 byggdes om till C2 1965. Vagn 2003 byggdes redan om till C2 1956 efter en brand året innan. 1977 byggdes 2003 återigen om och blev ackumulatorlok för Saltsjöbanan där den fick beteckning A225 med nr 9239 där den gjorde tjänst till 1981. Vagnarna 2004–2008 togs ur trafik 1980–1983, vagn 2009 togs ur trafik 1978 efter en brand, och vagnarna 2010–2020 togs ur trafik 1983.

## Webbkällor
- C1 Svenska spårvägssällskapet.se
- ackumulatorlok A225 Svenska spårvägssällskapet